# Monou
Monou est un village de la région Est du Cameroun situé dans le département de Lom et Djerem. Il se trouve plus précisément dans l'arrondissement de Bertoua II et dans le quartier de Bertoua-ville.

## Population
En 2005, le village de Monou comptait 3 091 habitants dont : 1 625 hommes et 1 466 femmes.

## Infrastructures
Le village de Monou dispose d'une paroisse grâce à la cathédrale Sainte Famille (Archidiocèse de Bertoua).